# 小笠原萬姬
敬台院（日语：／ Kyōdai-in，1592年（文祿元年）—1666年2月7日（寬文6年1月4日））為德島藩主・蜂須賀至鎮正室。父親為小笠原秀政。養父為德川家康。母為德川家康長子・岡崎信康女峯高院。幼名為萬姬、於虎。子為蜂須賀忠英。

## 生涯
文祿元年（1592年）作為小笠原秀政的長女出生。之後、成為德川家康的養女並移居至伏見城。慶長5年（1600年）、9歳時嫁與阿波國德島藩主・蜂須賀至鎮為妻。
寛文6年（1666年）死去、葬於敬台寺。法名為敬台院妙忍日紹大姊。

## 腳註
1. 1 2  『幕府祚胤伝』里有慶長17年（1612年）出生、元和2年（1616年）婚姻、但比她兒子忠英年少，所以可能筆誤。『徳川実紀』元和六年二月二十六日条里有、她結婚時期是慶長5年（1600年）正月、沒有相違。